# جايسون سميث
جايسون سميث (بالإنجليزية: Jason Smith)‏ (و. 1984 – م) هو ممثل، ومغني، من أستراليا، ولد في سيدني.

## وصلات خارجية
- جايسون سميث على موقع IMDb (الإنجليزية)
- جايسون سميث على موقع أول موفي (الإنجليزية)
- جايسون سميث على موقع قاعدة بيانات الفيلم (الإنجليزية)